# Else Kragh og Lilli Andersens Storebælt-svømning
|  | Denne artikel er oprettet af botten Steenthbot ud fra en ekstern database. Den kan derfor have sproglige fejl eller mangler. Denne skabelon kan fjernes efter kontrol af indholdet. |

Else Kragh og Lilli Andersens Storebælt-svømning er en dansk dokumentarisk optagelse fra 1936.

## Handling
Optagelser fra Else Kraghs heltemodige forsøg paa at besejre Storebælt den 17. og 18. juni 1936, samt Lilli Andersens fænomenale Store Bælts-svømning d. 19. juni 1936. Der er også optagelser i slowmotion af Lilli Andersens svømning. Hun når Knudshoved efter en svømmetid på 7 timer og 45 min. Hun var kendt under navnet "Den svømmende smørrebrødsjomfu".

## Medvirkende
- Else Kragh
- Lilli Andersen